# Ortenauhaus
Das Ortenauhaus ist ein Fachwerkhaus aus dem 18. Jahrhundert, das ursprünglich in Durbach im Ortenaukreis stand und ins Schwarzwälder Freilichtmuseum Vogtsbauernhof in Gutach (Schwarzwaldbahn) umgesetzt wurde.

## Geschichte
Dieses Fachwerkhaus wurde 1775 von einem Winzer erbaut. Die letzte größere Renovierungsphase gab es 1961 unter der letzten Bewohnerin, die das Haus bis 2018 bewohnte. Diesen Zustand soll das Ausstellungsstück zeigen. Zwischen 2021 und 2023 wurde das Ortenauhaus ins Freilichtmuseum Vogtsbauernhof transloziert und dort am 2. Juli 2023 eröffnet.

## Umsetzungskosten
Die Kosten für die Umsetzung dieses Verlegungsprojekts betrugen insgesamt rund 2,65 Millionen Euro. Das Land Baden-Württemberg finanzierte davon rund 1,21 Millionen Euro. Die Eigenmittel von 1,35 Millionen Euro wurden vom Museum und dem Ortenaukreis aufgebracht.

## Zahlen und Fakten
Die Translozierung dauerte insgesamt 629 Tage. Die Transportmasse des Hauses betrug rund 188,1 Tonnen.

## Namensgebung
Im Museum wird das Gebäude unter dem Namen Ortenauhaus geführt, da es beispielhaft für die Region Ortenau stehen soll.